# 冼燕芳
冼燕芳（Sin Yin Fong），現任香港無綫電視高級編導。

## 簡歷
冼燕芳於1983年加入無綫電視、曾任助理編導及製作統籌、她的首部參與劇集是《神鵰俠侶 (1983年電視劇)》。
1989年冼燕芳晉升為編導、參與多少著名電視劇作品，包括 《原振俠》、《神鵰俠侶 (1995年電視劇)》、《鹿鼎記 (1998年電視劇)》、《洗冤錄》、《皆大歡喜》、《愛·回家系列》等等。

## 參與作品列表

### 助理編導
- 1983年：《神鵰俠侶 (1983年電視劇)》
- 1984年：《鹿鼎記 (1984年電視劇)》、《魔域桃源》、《楚留香之蝙蝠傳奇》
- 1985年：《挑戰》
- 1986年：《小島風雲》、《真命天子》

### 製作統籌
1987年：《人海綠皮書》
1988年：《飛躍霓裳》
- 1989年：《決戰皇城》、《回到唐山》

### 編導
- 1989年：《淘氣雙子星》
- 1990年：《茶煲世家》《天上凡間》
- 1991年：《今生無悔》、《大家族》
- 1992年：《巨人》《破繭邊緣》《兄兄我我》
- 1993年：《原振俠》
- 1994年：《成日受傷的男人》、《餐餐有宋家》《異度凶情》
- 1995年：《前世冤家》、《神鵰俠侶 (1995年電視劇)》、《刀馬旦》
- 1997年：《濟公》
- 1998年：《鹿鼎記 (1998年電視劇)》、《陀槍師姐》
- 1999年：《反黑先鋒》、《洗冤錄》
- 2000年：《楊貴妃》、《金裝四大才子》
- 2001年：《錦繡良緣》
- 2002年：《洛神》《絕世好爸》
- 2003年：《皆大歡喜》
- 2005年：《窈窕熟女》、《胭脂水粉》
- 2006年：《人生馬戲團》、《樓住有情人》
- 2007年：《突圍行動》、《爸爸閉翳》
- 2008年：《法證先鋒II》、《畢打自己人》
- 2009年：《幕後大老爺》、《美麗高解像》
- 2010年：《天天天晴》
- 2012年：《盛世仁傑》
- 2012年至今：《愛·回家系列》